# Paul Williams (Buddhologe)

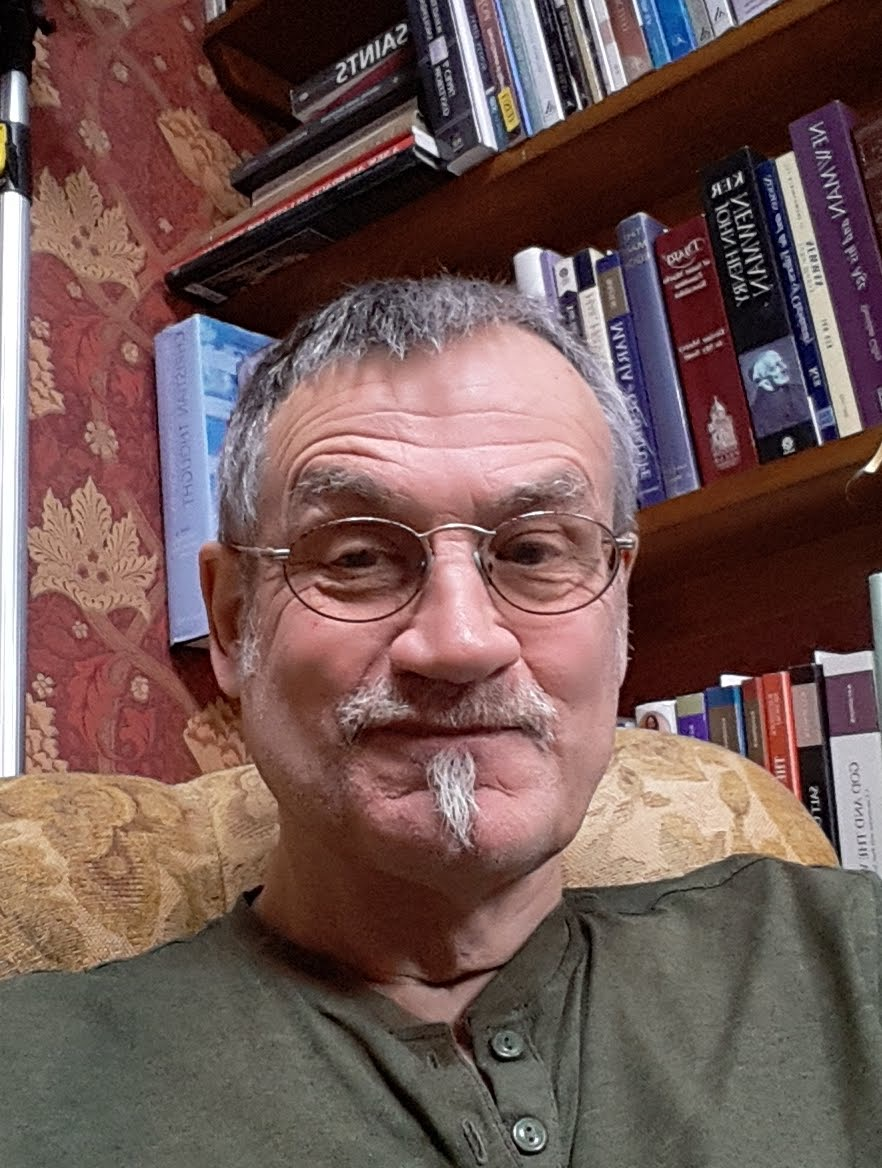
Paul Williams

Paul Williams (* 1950) ist ein britischer Indologe und Buddhologe.

## Leben
Er studierte an der School of African & Asian Studies der University of Sussex, wo er 1972 mit einem BA der ersten Klasse abschloss. Anschließend studierte er Buddhistische Philosophie am Wadham College der University of Oxford, wo er 1978 mit dem DPhil ausgezeichnet wurde. Seine Forschungsschwerpunkte sind die buddhistische Philosophie von Madhyamaka, der Mahayana-Buddhismus sowie das mittelalterliche philosophische und mystische Denken.
Er war selbst viele Jahre Buddhist, ist aber seitdem zum römischen Katholizismus übergegangen, über eine Erfahrung, die er in seinem Buch The Unexpected Way und in einem Artikel mit dem Titel Über den Übergang vom Buddhismus zum Katholizismus – Die Geschichte eines Konvertiten schrieb. Er ist Laiendominikaner.
Williams heiratete Sharon 1971. Sie haben drei Kinder: Myrddin, Tiernan und Tara sowie mehrere Enkelkinder.

## Schriften (Auswahl)
- The Reflexive Nature of Awareness. A Tibetan Madhyamaka Defence. Richmond 1998, ISBN 978-0-7007-1030-0.
- Altruism and Reality. Studies in the Philosophy of the Bodhicaryavatara. Richmond 1998, ISBN 978-0-7007-1031-7.
- The Unexpected Way. On Converting from Buddhism to Catholicism. London 2002, ISBN 978-0-567-08830-7.
- Mahayana Buddhism. The Doctrinal Foundations. London 2009, ISBN 978-0-415-35653-4.

| Personendaten    | Personendaten                      |
| ---------------- | ---------------------------------- |
| NAME             | Williams, Paul                     |
| KURZBESCHREIBUNG | britischer Indologe und Buddhologe |
| GEBURTSDATUM     | 1950                               |